# Abacetus diversus
Abacetus diversus es una especie de escarabajo terrestre de la subfamilia Pterostichinae. Fue descrito por Peringuey en 1899. 